# Симонс, Менно
Менно Симонс (нидерл. Menno Simons; ок. 1496 — 31 января 1561) — нидерландско-немецкий теолог, лидер и эпоним анабаптистского движения в Нидерландах, последователи которого впоследствии стали известны под именем меннонитов. Симонс противостоял радикальным хилиастическим взглядам мельхиоритов, совершивших мюнстерскую революцию. Благодаря влиянию Симонса голландские анабаптисты заняли позиции пацифизма и смогли сохраниться как религиозное движение.

## Биография

### Ранние годы и служение в Католической церкви
Менно Симонс был рождён предположительно в 1496 году в небольшой голландской деревушке Витмарзум в Фрисландии. Практически ничего не известно о его семье: его родители, жившие в Витмарсуме, были скорее всего фермерами. Отца Менно звали Симон, отсюда его имя Менно Симонс (Симонзоон). В 1524 году в возрасте 28 лет Менно становится католическим священником, пройдя обучение в одном из фрисландских монастырей. После рукоположения в Утрехте, Менно был направлен служить в Пингъюм, вблизи Витмарсума, где оставался священником на протяжении семи лет.
Поначалу Менно не проявил себя как особо посвящённый служитель церкви, пьянствуя и играя в азартные игры с другими священниками. Но можно обнаружить, что уже через год после принятия сана Менно подвергся определённому влиянию со стороны сакраменталистов — широко распространённому в то время в Нидерландах движению сторонников Радикальной Реформации. Прежде всего это проявилось в выражаемых им сомнениях по поводу пресуществления хлеба и вина во время Причастия. Менно воспринял сомнения как нашёптывания сатаны. Но после того, как ни молитвы, ни посты, ни исповеди не смогли удалить сомнения, он обратился непосредственно к Библии, чтобы разобраться в сути вопроса. Читая Писание, Менно пришёл к выводу, что взгляды сакраментистов являются библейскими. Стоя перед выбором, на чей авторитет положиться, авторитет Церкви или Писания, Менно, читая труды Лютера, остановился на авторитете Писания. Вскорости он стал известен как «евангелический проповедник» в католическом приходе. Также значительное влияние на Симонса оказали труды Эразма.
В 1530 году Менно узнал о том, что в Леевардене, ученик Мельхиора Хоффмана Ян Фолькерц Трипмакер преподаёт крещение взрослым. Для Менно это событие стало очередным богословским потрясением, и он снова начал исследовать Библию, обнаружив, что в ней не содержится прямых указаний на возможность крещения младенцев. Большим потрясением для Менно было, что Лютер и другие лидеры Реформации поддерживали крещение младенцев, «обосновывая его своим собственным разумом», а не Библией. Таким образом, Менно признал, что взгляды анабаптистов на крещение более соответствуют Библии, нежели взгляды католиков или других реформаторов. Тем не менее, он не собирался порывать с Католической церковью, даже наоборот, в 1531 году принял предложенный ему приход в Витмарсуме, в котором он нёс священническое служение вплоть до 1536 года.
Переходу Менно в анабаптизм предшествовал ряд событий, который и стал ключевым для его решения. Гонения на анабаптистов заставили Хоффмана на время прекратить крещения (либо же делать их подпольно) в 1532-33 годах. Усиление гонений и его особый акцент на Втором пришествии Христа, привели к тому, что Хоффман провозгласил скорое возвращение Христа и устроение Им «Нового Иерусалима» в Страсбурге в 1533 году. Отправившись в Страсбург, Хоффман был арестован, а его последователи, мельхиориты, подпали под влияние радикальных хилиастов Яна Матиса и Яна Лейденского. Будучи сильными лидерами, Матис и Лейденский смогли прийти к власти в Мюнстере, где организовали религиозно-коммунистическое сообщество, известное под названием Мюнстерская коммуна.
Милитаристский характер коммуны, по убеждению Менно, противоречил истинному библейскому христианству, которое должно нести мир, а не войну. Поэтому, хотя и убеждённый в необходимости реформирования Католической церкви, Менно считает, что мельхиориты больше нуждаются в возвращении на христианский путь. Он совершает поездку в Мюнстер, где находится, присоединившийся к анабаптистам двумя годами ранее его брат Питер. Попытки переубедить лидеров коммуны не увенчались успехом, и Менно возвращается в Витмарсум ни с чем. 7 апреля 1535 года при обороне Ольде-Клоостер возле Больсварда погибает Петер Симонс, брат Менно.
Это событие становится поворотным в жизни Менно. В мае 1535 года Менно пишет брошюру, направленную против Яна Лейденского и называющую его антихристом. В ней же он излагает и свои первые пацифистские идеи. Однако, падение Мюнстера через месяц, сделало публикацию брошюры не актуальным и она не получила широкого распространения.

### Анабаптизм
В 1536 году Менно переходит в анабаптизм. Когда именно Менно принял крещение от анабаптистов, неизвестно. Об этом не говорит ни он сам, ни сторонние свидетели. Существует предположение, что крещение Симонсу преподал его давний друг и анабаптистский пресвитер Оббе Филипс. Если это так, то у Менно были все основания скрывать своё крещение, чтобы избежать невольной ассоциации с Яном Лейденским, так как именно посланники Яна Матиса преподали крещение Оббе и Дирку Филипсам.
С этого момента жизнь Менно превратилась в череду переездов. По его письменному признанию (1544), «ни в одной стране не мог найти избу или хижину, в которой моя бедная жена и мои маленькие дети могли бы оставаться в безопасности в течение года или хотя бы полугода». Это был его рок с 1536 по 1554 год. Первые годы Менно провёл очевидно в Голландской провинции Гронинген, но нигде не мог остановиться надолго. Так, Тьярд Рениккс из Кимсверда был казнён в 1539 году в Леевардене за то, что укрывал Симонса. Официальные документы Леевардена утверждают, что Симонс появлялся в Фрисландии как минимум дважды в год, приобретая всё новых сторонников. 7 декабря 1542 года власти Леевардена объявили вознаграждение в сотню гульденов за информацию о месте нахождения Симонса, который периодически появлялся, проповедуя и крестя новых последователей.
В 1537 году Оббе Филипс со своей общиной обратился к Менно Симонсу с просьбой принять руководство над общиной. Менно возражал, приводя контрдоводы относительно слабости своего здоровья, нерешительного характера и недостатка образования, но в конце концов согласился. Братья Филипсы рукоположили его на пресвитерское служение. Сразу после этого Менно опубликовал трактат «О духовном воскресении», в котором говорилось, что человек, возрождённый духовно (духовно воскресший), стремится к святой жизни и послушанию Христу. В следующем году Симонс опубликовал сочинение «О новом творении», в котором выявил причины своего ухода из католичества. Согласно Менно, Церковь подменила собою Христа, оттеснила Его на задний план и скрыла за пышным церемониалом. Но в Царствие Божие могут войти лишь те, кто верен Христу, кто является новым творением. В 1539 Симонс опубликовал еще два произведения. Ставшие популярными «Размышления над 24-м псалмом», которые по стилю изложения нередко сравнивают с «Исповедью» Августина, а также «Объяснения христианского крещения», где изложено богословие и практика крещения ранних анабаптистов. Наконец в 1540 году Менно издал свой главный труд «Основания христианской веры», где систематически изложил вероучение анабаптистов. При жизни Менно вышло еще два издания «Оснований веры».
Имеющаяся информация указывает на то, что после своего отхода от католичества Менно укрылся в Восточной Фрисландии. Правитель этих земель, Ульрих фон Дорнум из Олдерсума, давно отличался приверженностью Реформации и симпатиями к анабаптистам. Сам он дружил с Андреасом Карлштадтом и Себастьяном Франком, почитал Ганса Денка. Две его дочери вышли замуж за анабаптистов; одна из них за Кристофера ван Евсума, укрывавшего Менно в Гронингене, и которого герцог Альба называл «главным меннонитом». Эта провинция, в которой Мельхиор Хоффман крестил 300 человек в городе Эмден, была укрытием для многих нидерландских сакраменталистов. Тем не менее, Менно навряд ли имел возможность личной встречи с Ульрихом фон Дорнумом, который умер ранней весной 1536 года. Во время его пребывания в Восточной Фрисландии, делами церкви заведовал суперинтендант Иоанн а Ласко, находившийся под властью графини Анны Ольденбургской.
Хотя Анна была толерантной правительницей, император повелел ей что-то сделать с множеством религиозных групп, находящихся в её владениях. Посему Анна согласилась изгнать всех тех, кого Ласко сочтёт еретиками. В первую очередь это касалось тех, кто был наиболее близок Менно по религиозным взглядам. В январе 1544 у Менно состоялся богословский диспут с Ласко, целью которого было обратить Симонса и его последователей в реформатство. Дискуссия касалась вопросов воплощения, крещения, первородного греха, оправдания, и призвания к служению. Хотя дискутирующие стороны не пришли к полному согласию по данным вопросам, Менно был отпущен в миролюбивой манере, и ему было позволено изложить свои взгляды на бумаге, что он и сделал в трактате под названием «Краткое и ясное исповедание и духовная декларация относительно Воплощения…» В конце того же года Ласко в тайне от Симонса напечатал этот трактат, и начал использовать его против самого Менно. В начале 1545 графиня Анна издала декрет, которым предписывала последователям Давида Йориса и Батенбурга покинуть подвластные ей земли под страхом повешения. Согласно этому декрету, Менно и его последователи должны быть испытаны Ласко, и лишь после этого будет принято решение относительно их дальнейшей судьбы. В этом декрете впервые упомянуто название меннониты, что указывает на признание роли Менно как одного из важнейших лидеров анабаптистского движения.
Однако Менно покинул Восточную Фрисландию до провозглашения этого декрета, направившись в район Нижнего Рейна, в окрестности Кёльна и Бонна, где также обращал многих. Деятельность Симонса в этом регионе совпала с последними годами епископства архиепископа Германа фон Вида, изгнанного с кёльнской кафедры за реформаторскую деятельность в 1546 году. Здесь Симонс пользуется покровительством архиепископа, хотя Гарденберг, активист реформаторского движения в этом регионе, находясь под влиянием Ласко, противодействовал ему. После изгнания фон Вида и ужесточения политики католической церкви в епархии, Менно переезжает в провинцию Шлёзвиг-Гольштейн.
Осенью 1546 в окрестностях Любека Менно принимает участие в дебатах с последователями Давида Йориса, руководимыми зятем последнего Николаасом Мейндерцем ван Блесдийком (нидерл. Nicolaas Meyndertsz van Blesdijk). Сам Йорис в это время находился в Базеле. Менно и его сторонники осудили революционный радикализм и крайний спиритуализм группы Йориса, которые ставили личное «откровение» выше Писания, утверждали что крещение является необязательным, и что нет нужды принадлежать к организованной церкви. Йорис и его последователи были отлучены Менно Симонсом. Его в этом решении поддержал ряд других анабаптистских лидеров, присутствовавших на дебатах: Дирк Филипс, Леенарт Боувенс, Гиллис ван Ахен и Адам Пастор.
После 1546 года постоянные переезды Симонса продолжаются. Известно, что он некоторое время жил в Любеке, Эмдене, Нижнем Рейне, Леевардене, Мекленбурге, Висмаре, Данциге. Сотрудник Симонса Дирк Филипс стал первым пастором Меннонитской церкви Данцига. Преследования продолжались. Например, в апреле 1549 Симонс провёл одну ночь в доме Клааса Янса, который был за это казнён в Леевардене 1 июня того же года.
Известно, что зиму 1553/1554 года Менно провёл в ганзейском городе Висмар. Той зимой из Лондона прибыла группа беженцев, принадлежавших к церкви Ласко. Поскольку Висмар был лютеранским городом, этой реформатской группе отказали в праве причалить в городском порту. Тогда Менно со своими последователями, пройдя по льду, принесли беженцам всё необходимое. В результате этих контактов возникла необходимость нового религиозного диспута, состоявшегося 6 февраля 1554 года, в центре которого вновь стоял вопрос о воплощении Христа. Реформаты выставили своим представителем Мартина Микрона. Дебаты приняли жесткий оборот и закончились тем, что реформаты донесли городским властям Висмара о том, что в городе скрывается Симонс. В результате Менно с последователи был изгнан из города, а 11 ноября 1554 вышел декрет, запрещавший анабаптистам пребывание в Висмаре.
После изгнания из Висмара Менно с последователями переселился в город Бад-Ольдесло в Гольштейне. Здесь меннониты и сам Менно наконец нашли пристанище под защитой владетеля местных земель Бартоломеуса фон Алефельдта, предоставившего им одно из своих крупнейших имений — Вюстенфелде. Здесь Менно смог редактировать свои сочинения, писать и издавать новые книги. В конце своей жизни Менно уже с трудом передвигался. Один из наиболее ранних его портретов написан в конце его жизни. Менно изображён на этом портрете с костылями. Здесь же, в Вюстенфелде, 31 января 1561 года Менно Симонс окончил свой земной путь.

## Учение
Основу учения Менно Симонса составлял строгий библицизм. Его обращение к Священному Писанию было очень широким. Каждое его сочинение, каждый памфлет был испещрён ссылками на Библию. Также в каждом его издании на титульной странице был напечатан девиз: «Ибо никто не может положить другого основания, кроме положенного, которое есть Иисус Христос» (1 Кор. 3:11). Этот девиз стал основой всего учения Менно, которое было строго христоцентрично. Всё учение и практика Менно и его последователей строились на учении Библии, и прославлении Христа как главной цели существования религиозной общины.
Поскольку христоцентричность в понимании Менно заключалась в том, чтобы быть истинными учениками Христа, он ставил строгий акцент на ученичестве и дисциплине. Поэтому в меннонитском учении важное место занимает понятие членства в церкви. Согласно учению, лишь тот, кто возрождён духовно и согласен нести крест Христов, может быть членом истинной Христовой Церкви. Менно соглашался с Лютером в том, что спасение человек приобретает только через веру. Но истинная вера должна выражаться в реальных делах, в ученичестве, в следовании за Христом, в готовности пострадать за Его Имя.
Таким образом, Менно согласно с Лютером отверг католическое учение, заменившее спасительную веру, на спасение по делам. В то же время Менно не мог согласиться и с Лютером, который уклонился в крайность, провозглашая необходимость одной только веры. Дела для Божьей славы важны не менее чем вера. Но дела эти должны быть делами благими. Здесь Менно разошёлся во взглядах с крайними анабаптистами: мы не можем силой привести Божье Царство на землю, мы можем лишь жить, как представители этого Царства, согласно законам Царства. Под законами Царства Менно понимал прежде всего учение Иисуса — нагорную проповедь. Основываясь на ней, Менно пришёл к мнению, что истинные последователи Христа должны быть пацифистами.

## Влияние
Менно Симонс, его жизнь и учение, оказали значительное влияние на религиозную жизнь Европы и мира в целом. Прежде всего благодаря его влиянию и деятельности, северное крыло анабаптистского движения смогло сохраниться, перестроившись и консолидировавшись не вокруг отдельных лидеров, но вокруг вероучения. Хотя Менно не был столь выдающимся богословом, как другие протестантские лидеры, его жажда жить согласно Писанию и искреннее следование за Христом, стали примером для многих его последователей.
Во-вторых, меннонитские общины и их вероучение принесли в мир понятия, ныне кажущиеся само собой разумеющимися, но были революционны в XVI веке. Отделение церкви от государства, свобода совести, добровольное членство в церкви, демократическое церковное управление, святая жизнь, христианское миротворчество были инновационными и даже радикальными в мировоззрении людей того времени. Но зародились они именно в учении Менно Симонса.
В-третьих, Менно и его учение оказали влияние на возникновение и формирование в христианстве евангелического движения, пионерами которого стали баптисты. Хотя они не являются прямыми наследниками меннонитов, основные идеи, провозглашенные Менно Симонсом, легли в основу всех последующих деноминаций евангелического направления, и даже оказали влияние на более древние деноминации.

## Труды
- Dat Fundament des Christelycken leers (1539-40; «Фундамент христианского учения»)
- Van de Geestlijke Verrijsenisse (ca. 1536; «Духовное воскресение»)
- De nieuwe Creatuere (ca. 1537; «Новое рождение»)
- Christelycke leringhen op den 25. Psalm (ca. 1538; «Размышление над 24-м Псалмом»)

### Переводы на русский язык
- «Моё обращение», пер. С. Томаш, стр. 193—201 в «Менно Симонс и анабаптисты»
- «Фундамент христианского учения», пер. Н. Сериковой, стр. 203—333 в «Менно Симонс и анабаптисты»
- «Размышление над 24-м Псалмом», пер. В. Герасимчука и Х. Нейманн, стр. 335—387 в «Менно Симонс и анабаптисты»
- «Ответ Гелиусу Фаберу», пер. К. Одрин и В. Хубирьянц, стр. 389—413 в «Менно Симонс и анабаптисты»
- «Любвеобильное увещевание», пер. И. Маттис, стр. 415—425 в «Менно Симонс и анабаптисты»
- «Письмо к жене Леонарда Боуэнса», пер. Е. Иванов, стр. 427—431 в «Менно Симонс и анабаптисты»